# Grappler Baki
A Grappler Baki (japánul: グラップラー刃牙), Észak-Amerikában Baki the Grappler, egy mangasorozat, amit Itagaki Keiszuke írt és illusztrált. Eredetileg a Súkan Sónen Champion magazinban futott 1991-1999 között, majd az Akita Soten 42 tankóbun kötetben gyűjtötte össze és adta ki. A mű a tinédzser Hanmá Baki történetét mutatja be, ahogy edz és harctudását teszteli különböző ellenfelek ellen, pusztakezes harcban, szabályok nélkül.
A széria kapott 3 folytatást ugyanabban a magazinban; Baki (バキ), Hanma Baki (範馬刃牙) és Baki Dou (刃牙道) néven. Az ötödik része jelenleg is fut Baki Dou (バキ道) címmel. (Baki neve a címben az előző részhez képest kandzsi helyett katakanával van írva.)
1994-ben kapott egy 45 perces OVA-t (original video animation). 2001-ben, január 8-tól június 25-ig futott egy 24 részes anime belőle, amit követett is egy második évad július 22. és december 24. között lezárva az első mangát. 2016 december 6-án kiadtak egy 15 perces OAD (Original Animation DVD) epizódot, amit egy limitált 14. Baki Dou kötet mellé adtak. Annak ellenére, hogy a Baki Dou mellé adták, a második részbe nyújt betekintést. A Netflix 2018-ban kiadott egy original net animationt (ONA), ami június 25 és szeptember 24 között futott, majd 2020 január 4-én kiadtak még egy évadot, amivel le is zárták a második mangát.

## Történet
A 13 éves Hanma Baki-t gazdag édesanyja Akezawa Emi nevelte. Anyja rengeteg pénzt áldozott fia edzéseire, annak reményében, hogy olyan erős lesz mint apja, Hanma Yuujiro. Történetünk kezdetén Bakinak elege lesz a hagyományos edzésekből és útnak indul, hogy olyan könyörtelen edzésben vegyen részt, akárcsak az apja. Útja során rengeteg, erősebbnél erősebb harcossal találja szembe magát.

## Média

### Manga

#### Fő széria
- Grappler Baki (グラップラー刃牙, Grappler Baki) ― A széria első része, a Súkan Sónen Championben futott 1991 és 1999 között, 42 köteten keresztül. 2007 és 2008 között összegyűjtötték 24 limitált kiadású kötetben. 
  - Történetívei:
    1. Underground Arena Saga (地下闘技場編, Csika Tógidzsó Hen), más néven Champion Saga (1-73. fejezet ― 1. évad 17-24.rész)
    2. Childhood Saga (幼年編, Jónen Hen), más néven Kid Saga (73-180. fejezet ― 1. évad 1-16.rész)
    3. Maximum Tournament Saga (最大トーナメント編, Szajdaj Tournament Hen) (1. manga 181-370. fejezet ― 2. évad 1-24.rész)
- Baki (バキ, Baki) ― A széria második része, a Súkan Sónen Championben futott 1999 és 2005 között, 31 kötetet élt meg. 
  - Történetívei:
    1. Most Evil Death Row Convicts Saga (最凶死刑囚編, Szajkjó Sikejsű Hen) (1-158. fejezet ― ONA 1-24.rész)
    2. Great Chinese Challenge Saga (中国大擂台賽編, Csűgoku Daj Rajtajszaj Hen) (159-240. fejezet ― 3. évad 25-26.rész, 4.évad 1-8.rész)
    3. Godlike Clash of the Kids Saga (神の子激突編, Kami no Kó Gekitocu Hen) (241-276. fejezet ― 4.évad 9-12.rész)
- Hanma Baki (範馬刃牙, Hanma Baki) ― A széria harmadik része, a Súkan Sónen Championben futott 2005 és 2012 között egészen 37 kötetig. 
  - Történetívei:
    1. Combat Shadow Fighting Saga (実戦シャドーファイティング編, Dzsiszen Shadowfighing Hen)  (1-14. fejezet)
    2. Great Prison Battle Saga (超絶!!監獄バトル編, Csózecű!! Kangokú Battle Hen)  (15-78. fejezet)
    3. Wildman War - Pickle Wars Saga (野人戦争（ピクル・ウォーズ）編, Jadzsin Szenszó（Pickle Wars）Hen)  (79-185. fejezet)
    4. Warrior's Struggle Saga (強者達の闘い編, Cuvamonotacsi no Tatakaj Hen)  (186-241. fejezet)
    5. Above-Ground Great Quarrel of Father and Child Saga (地上最強の親子喧嘩編, Csidzsó Szajkjó no Ojako Kenka Hen)  (242-311. fejezet)
- Baki-Dou (刃牙道, Baki-Dou) ― A széria negyedik része, a Súkan Sónen Championben futott 2014 és 2018 között és összesen 22 kötet jelent meg.
- Baki Dou (バキ道, Baki Dou) ― A széria ötödik része, a Súkan Sónen Championben fut 2018-tól napjainkig és eddig 5 kötet került kiadásra.

#### Melléktörténetek
- Grappler Baki Gaiden (グラップラー刃牙外伝) ― A Maximum Tournament történetív után játszódik. Egy birkózó mérkőzésről szól, Antonio Igari és Mount Toba között. 1999-ben adták ki, mindössze 1 kötetben.
- Baki: Tokubetsuhen Saga (バキ特別編SAGA) ― A manga második részének 15. kötete idején játszódik. 2002-ben került kiadásra 1 kötetben.
- Baki Gaiden: Scarface (バキ外伝 疵面 -スカーフェイス-) ― Jukinao Jamaucsi írta és illusztrálta és Hanayama Kaoru jakuza kalandjait mutatja be. Először a Champion Red magazinban futott 2005 márciusa és 2007 decembere között, majd 2009 júliusában folytatódott a Súkan Sónen Championben. Összesen 8 kötetet kapott.
- Hanma Baki 10.5 Gaiden: Pickle (範馬刃牙10.5巻外伝ピクル) ― A manga harmadik részének 10. kötete után játszódik és bemutatja Pickle-t. 2008-ban jelent meg, 1 kötetben.
- Baki Gaiden: GaiA (バキ外伝 GaiA) ― Melléktörténet Gaia főszereplésében, amit Tomizava Hitosi írt és illusztrált. Egy fejezetet kapott és 2009-ben jelent meg a Súkan Sónen Championben.
- Baki Domoe (バキどもえ) ― Vicces melléktörténet, amit Szajto Naoki írt és illusztrált . Eredetileg digitálisan jelent meg a Súkan Sónen Champion The Web magazinban 2010-ben. Ez után a Súkan Sónen Championben, majd végül a Besszácú Sónen Championben 2014 októberéig. Összesen 3 kötetet kapott.
- Baki Gaiden: Kizuzura (バキ外伝 創面) ― Jukio Jamaucsi műve, Hanayama Kaoru kalandjairól a főiskolán. A Besszácú Sónen Championben kezdődött 2012 júliusában. Jelenleg 3 kötete van.
- Baki Gaiden: Kenjin (バキ外伝 拳刃) ― Mijatani Kengou írta és illusztrálta és Orocsi Doppo kalandjait mutatja be. 2013 júniusában indult a Champion Red magazinban.
- Yuenchi: Baki Gaiden (ゆうえんち〜バキ外伝〜) ― Történetek gyűjteménye a Baki világában, amit Jumemakura Baku írt és Itagaki Keiszuke illusztrált. A műben szerepelnek karakterek Jumemakura korábbi műveiből is. 2018 óta fut a Súkan Sónen Championben.
- Baki: Revenge Tokyo (バキ REVENGE TOKYO) ― Melléktörténetek a halálraítéltekről a Most Evil Death Row Convicts Saga történetívből. 5 fejezetet adtak ki és mindegyik egy-egy elitélről szól. A második manga 2018-as kiadásába kerültek bele, amit Baki's New Edition (新装版バキ, Sinszóban Baki) névvel adtak ki.

#### Kiegészítő történetek
- Baki Ultimate Book: Grappler Side (Bjakko no Só)  ― Összefoglaló kötete a karaktereknek és eseményeknek, egészen a második rész 23. kötetéig.
- Baki Ultimate Book: Fighting Side (Szejrjű no Só) ― Összefoglaló kötete a harcoknak és azok eredményeinek, egészen a második rész 23. kötetéig.

### OVA (Original video animation)
Az első OVA (original video animation) 1994-ben jelent meg és 45 perc hosszú volt. Az első pár kötetét adaptálja az első mangának, a karate bajnokságot (amit a sorozat nem adaptált) és Baki harcát Sinogi Kósóval (amit a sorozat 18. részében is láthatunk).
A 15 perces OAD (Original Animation DVD), Baki: Most Evil Death Row Convicts Special Anime (Baki Szájkjó Sikejsű Hen Szupesáru Anime) néven járt a limitált kiadású 14. kötetéhez a Baki-dou mangának 2016. december 6-án. A második mangának első történetívébe nyerhetünk rövid betekintést, ahol 5 halálraítélt bűnöző megszökik a börtönből a világ különböző pontjain és Japánba mennek, hogy megismerjék a vereséget.

### Anime

#### Grappler Baki
Az első évadot a TV Tokyo-n adták le 2001. január 8. és 2001. június 25. között és összesen 24 részt kapott. Követi az eredeti mangát, de megváltoztatta a történetívek sorrendjét és pár fejezetet nem adaptál a manga elejéről. Ezeket a kimaradt fejezeteket viszont az 1994-es OVA adaptálta.
A második évad 2001. július 23. és 2001. december 24. között futott Grappler Baki: Maximum Tournament néven és a Maximum Tournament történetívet adaptálta végig. Ez az évad le is zárja az első mangát.
A zenét mindkét évadnál a "Project Baki" írta és komponálta, a betétdalokat pedig Aojagi Rjóko adta elő. Az első évad főcímdala az "Ai Believe" (哀 believe), a másodiké pedig az "All Alone", záródaluk pedig a "Reborn" és a "Loved...". Filmzenéit 2003. Március 27-én adták ki.

#### Baki
2016 decemberében bejelentették, hogy a "Most Evil Death Row Convicts" történetív kap egy anime adaptációt. 2018. június 25-én el is kezdtél leadni a Netflixen Japánban, Japánon kívül pedig december 18-án. Ezek után elkezdték leadni több japán televíziós csatornán is, többek között először a Tokyo MX1-en július 1-én.
2019. március 19-én a Netflix berendelte a második évadot. 2020. március 5-én bejelentették, hogy ezt az évadot is a TMS Entertainment fogja csinálni, néhány plusz új karaktertervező és tervező grafikussal. A 13 részes második évadot egyben adták ki 2020. június 4-én.
Az első évad 2 főcímdalt és záródalt kapott. Az első főcímdal a "Beastful" a Granrodeotól, a második pedig a "The Gond of Knockout" a Fear, and Loathing in Las Vegastól. Záródalai a "Resolve" amit Tadokoro Azusza adott elő és Karaszava Miho írta a szövegét, valamint a "BEAUTIFUL BEAST" a DEVIL NO ID-től.